# Urumščina
Urumščina (urumsko urum) spada med turške jezike. Razvila se je iz krimske tatarščine med Grki na Krimu, ki so znani pod imenom Urumi. Ker so Krimski ali Azovski Grki za knjižno rabo uporabljali grščino, se je v urumščini ohranilo le malo pisnih dokumentov. Ti Grki so bili s Krima leta 1777 preseljeni na sever, v današnjo Donecko oblast, kjer jih je bilo leta 2001 po popisu 78 000. Raba jezika je v zadnjih generacijah močno upadla, tako da danes jezika ne govori več kot 2000 ljudi. 
1. ↑  »Про затвердження переліку мов національних меншин (спільнот) та корінних народів України, яким загрожує зникнення«. Official webportal of the Verkhovna Rada of Ukraine. 7. junij 2024.